# Sojuz TM-14
La Sojuz TM-14 è stata la 14ª missione diretta verso la stazione spaziale russa Mir.

## Equipaggio
| Ruolo                  | Equipaggio al lancio                              | Equipaggio all'atterraggio                        |
| ---------------------- | ------------------------------------------------- | ------------------------------------------------- |
| Comandante             | Aleksandr Viktorenko, Roscosmos Mir 11 Terzo volo | Aleksandr Viktorenko, Roscosmos Mir 11 Terzo volo |
| Ingegnere di volo      | Aleksandr Kaleri, Roscosmos Mir 11 Primo volo     | Aleksandr Kaleri, Roscosmos Mir 11 Primo volo     |
| Cosmonauta Ricercatore | Klaus-Dietrich Flade, DLR Primo volo              | Michel Tognini, CNES Primo volo                   |

### Equipaggio di riserva
| Ruolo                  | Equipaggio                   | Equipaggio                   |
| ---------------------- | ---------------------------- | ---------------------------- |
| Comandante             | Anatolij Solov'ëv, Roscosmos | Anatolij Solov'ëv, Roscosmos |
| Ingegnere di volo      | Sergej Avdeev, Roscosmos     | Sergej Avdeev, Roscosmos     |
| Cosmonauta Ricercatore | Reinhold Ewald, DLR          | Reinhold Ewald, DLR          |

## Parametri della missione
- Massa: 7150 kg
- Perigeo: 373 km
- Apogeo: 394 km
- Inclinazione: 51,6°
- Periodo: 1 ora, 32 minuti e 12 secondi